# Michaeliskirche (Rüllschau)

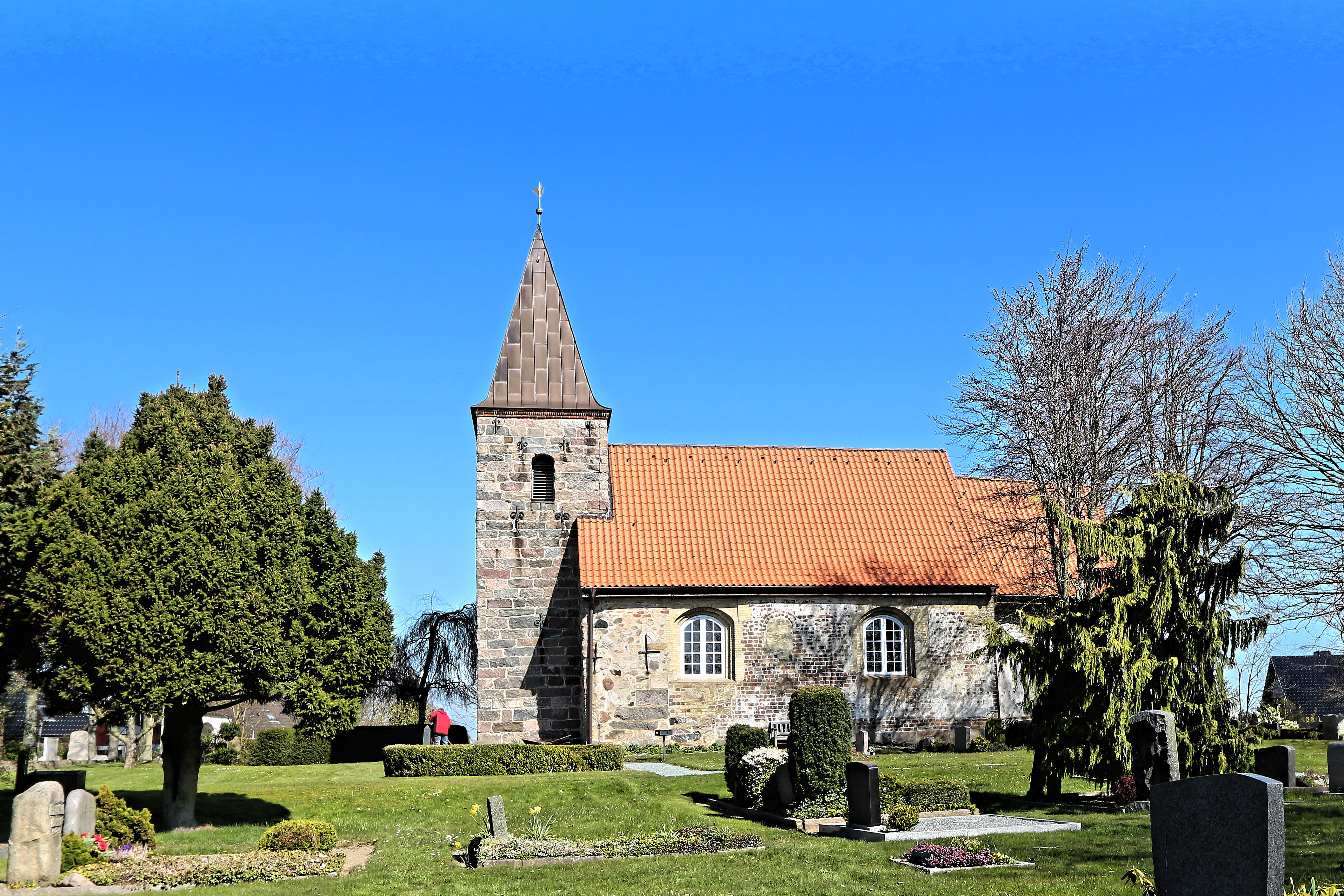
Blick auf die Kirche von Süden; zwischen den beiden Fenstern ist ein vermauertes romanisches Fenster zu erkennen.

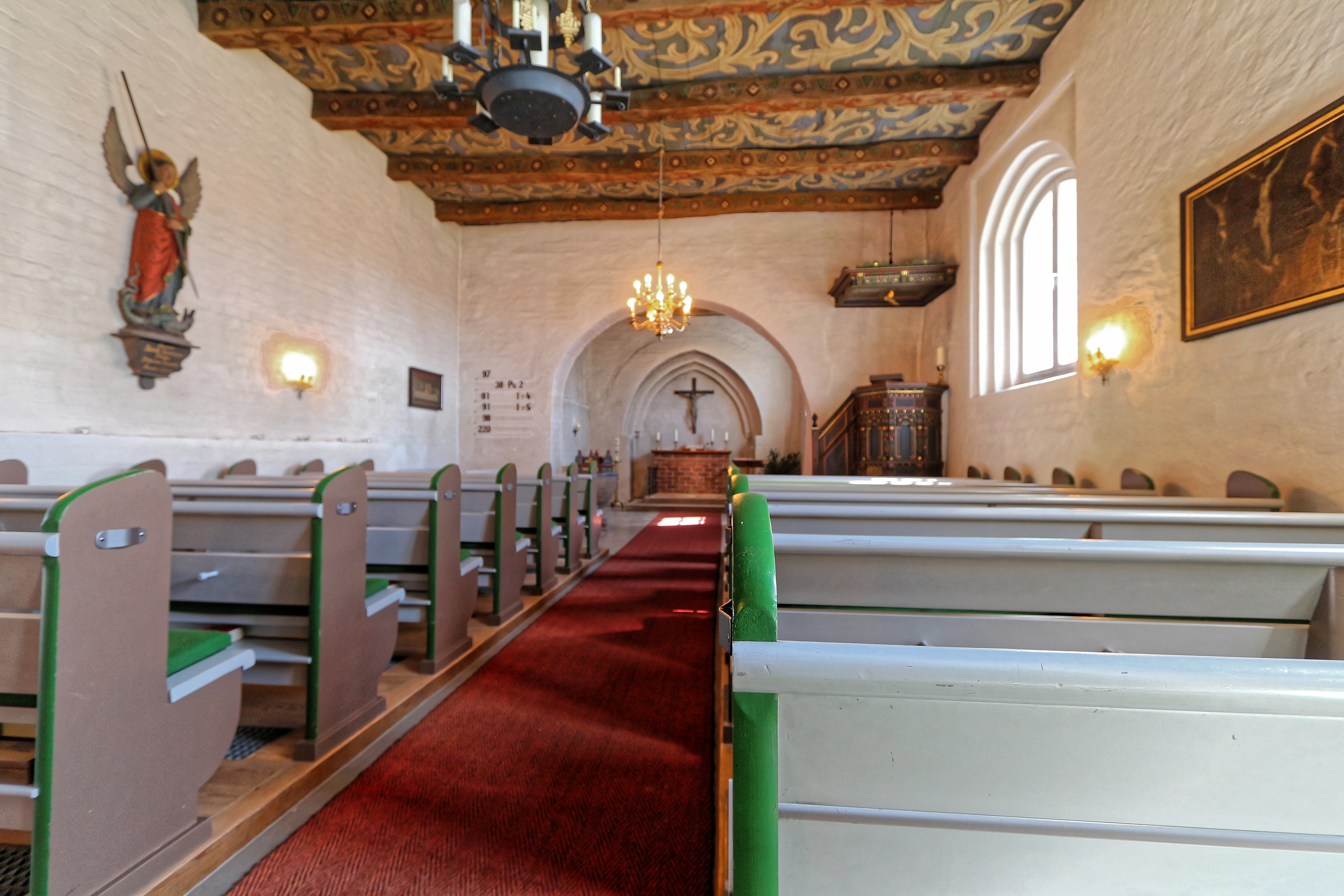
Innenraum mit Blick nach Osten

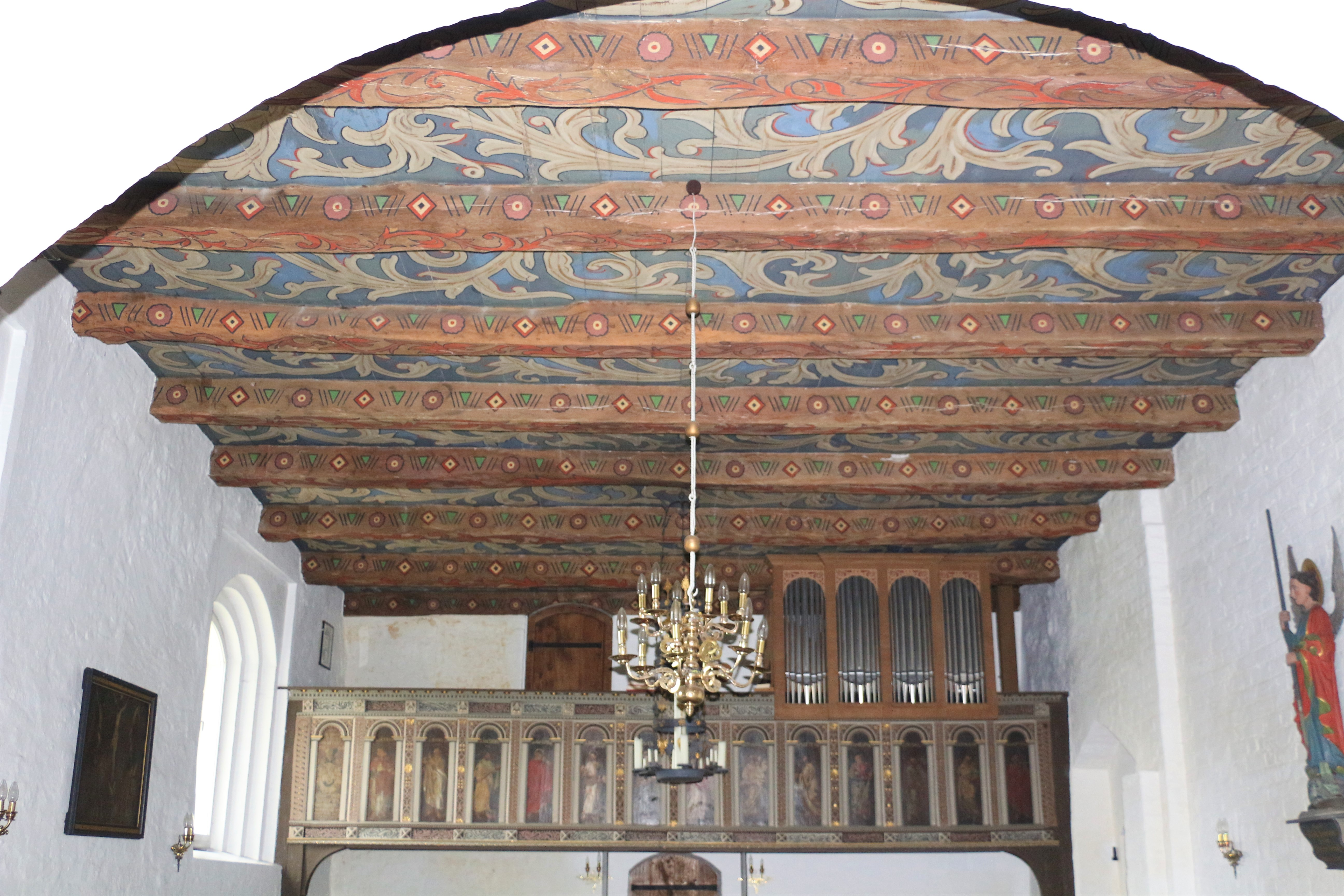
Blick nach Westen durch den Chorbogen zur Orgel

Die kleine Michaeliskirche in Rüllschau, einem Ortsteil der Gemeinde Hürup im Kreis Schleswig-Flensburg in Schleswig-Holstein, wurde zu Beginn des 13. Jahrhunderts aus Backsteinen erbaut. Sie gehört heute zusammen mit der Marienkirche in Hürup zur Kirchengemeinde Hürup-Rüllschau im Kirchenkreis Schleswig-Flensburg der Evangelisch-Lutherischen Kirche in Norddeutschland.

## Baugeschichte
Die Michaeliskirche in Rüllschau entstand zu Beginn des 13. Jahrhunderts. Auf dem Standort, einer Anhöhe am Rand des Dorfes, fand sich bereits in vorchristlicher Zeit eine Kultstätte. Aufgrund der Schnitzfigur der heiligen Michaels aus dem 13. Jahrhundert geht man davon aus, dass die Kirche dem Patrozinium des Erzengels Michael unterstand. Das Kirchspiel war schon immer sehr klein und umfasste außer Rüllschau und Maasbüll nur die kleine Siedlung Ruhnmark. Um 1840 lebten dort rund 300 Menschen.
Vermutlich war die Kirche zunächst eine Kapelle der St.-Vincentius-Kirche in Husby. Der ursprünglich romanische Bau bestand aus Langhaus, eingezogenem Chor und halbrunder Apsis. In gotischer Zeit, wohl um 1400, wurde das Schiff größtenteils erneuert, die Apsis abgebrochen und die Ostwand gerade zugemauert. Der kleine Turm mit der noch von Hand geläuteten Glocke stammt von 1779. Vorher gab es nur einen hölzernen Glockenturm auf der anderen Straßenseite, an das der Flurname Glockhuskoppel erinnert. Der Vorbau an der Nordseite, der heutige Kircheneingang, entstand 1790 als Leichenhaus. Im 19. Jahrhundert erfolgten mehrere Umbauten, bei denen die ursprünglich sehr kleinen Fenster durch größere ersetzt wurden und der Chorbogen erweitert wurde. Das 1882 angeschaffte neugotische Altarretabel, das als Altarbild nur einen Öldruck des segnenden Christus hatte, wurde wohl um 1960 entfernt.   

## Ausstattung
Der Innenraum wird durch die bemalte Holzbalkendecke geprägt. Die Deckenmalerei aus der Zeit des Barocks wurde erst 1964 wiederentdeckt und ergänzt. Die Orgelempore wurde in der ersten Hälfte des 17. Jahrhunderts eingezogen. Ihre Brüstung zeigt Emporenmalerei aus dem Jahr 1643 mit Bildern der Apostel um Christus.
Der Taufstein aus der Erbauungszeit der Kirche stammt wohl von der Insel Fünen. Der Taufdeckel wurde 1692 gestiftet. Die Figur des Erzengels Michael wird auf 1260/80 datiert. Sie steht auf einer barocken Konsole, die 1653 von „Pauwel Lorentzenn“ und seiner Frau Catharina gestiftet wurde, die wohl auch die Neubemalung der Figur finanzierten. Die letzte Fassung stammt vermutlich von 1882. Weitere bemerkenswerte vorreformatorische Ausstattungsteile sind der große Osterleuchter, der im 15. Jahrhundert aus Eisenblech hergestellt wurde, das Triumphkreuz über der Eingangstür in der Vorhalle und das kleinere Kruzifix über dem Altar.
Der aus Eisenblech gefertigte gotische Leuchter ist ein mit acht Auslegern versehener Kerzenhalterteller, der an mit kleinen Blüten besetzten Tragbändern hängt, die von drei gleich großen Reifen stabil gehalten werden. Er stammt aus dem 1829 abgebrochenen Herrenhaus von Maasbüllhof und wurde damals der Kirche geschenkt.
Die Kanzel mit ihren Renaissanceschnitzereien wurde im Jahr 1624 angeschafft. Sie war eine Stiftung von Johann Adolf Laelius vom Maasbüllhof.

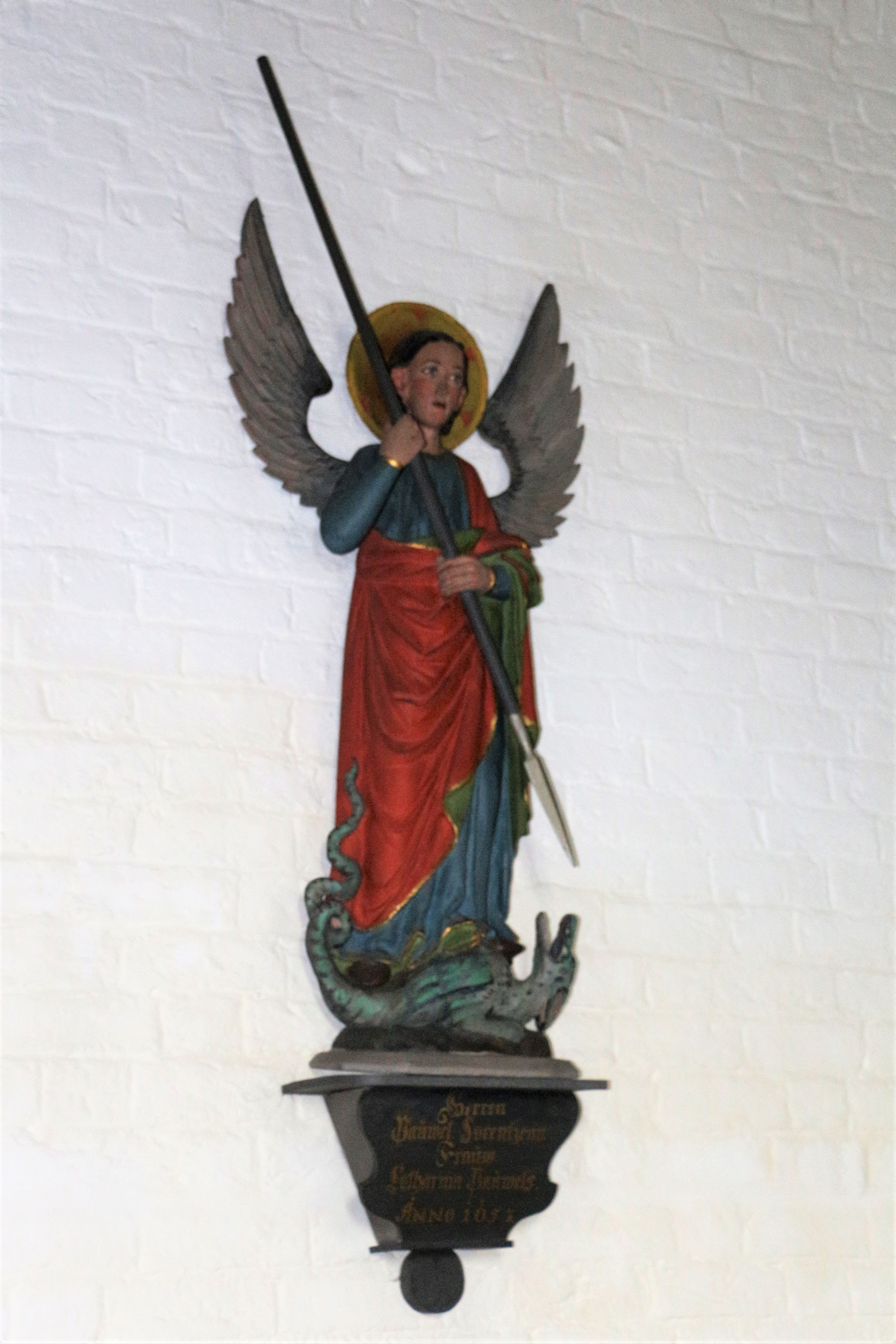
Erzengel Michael
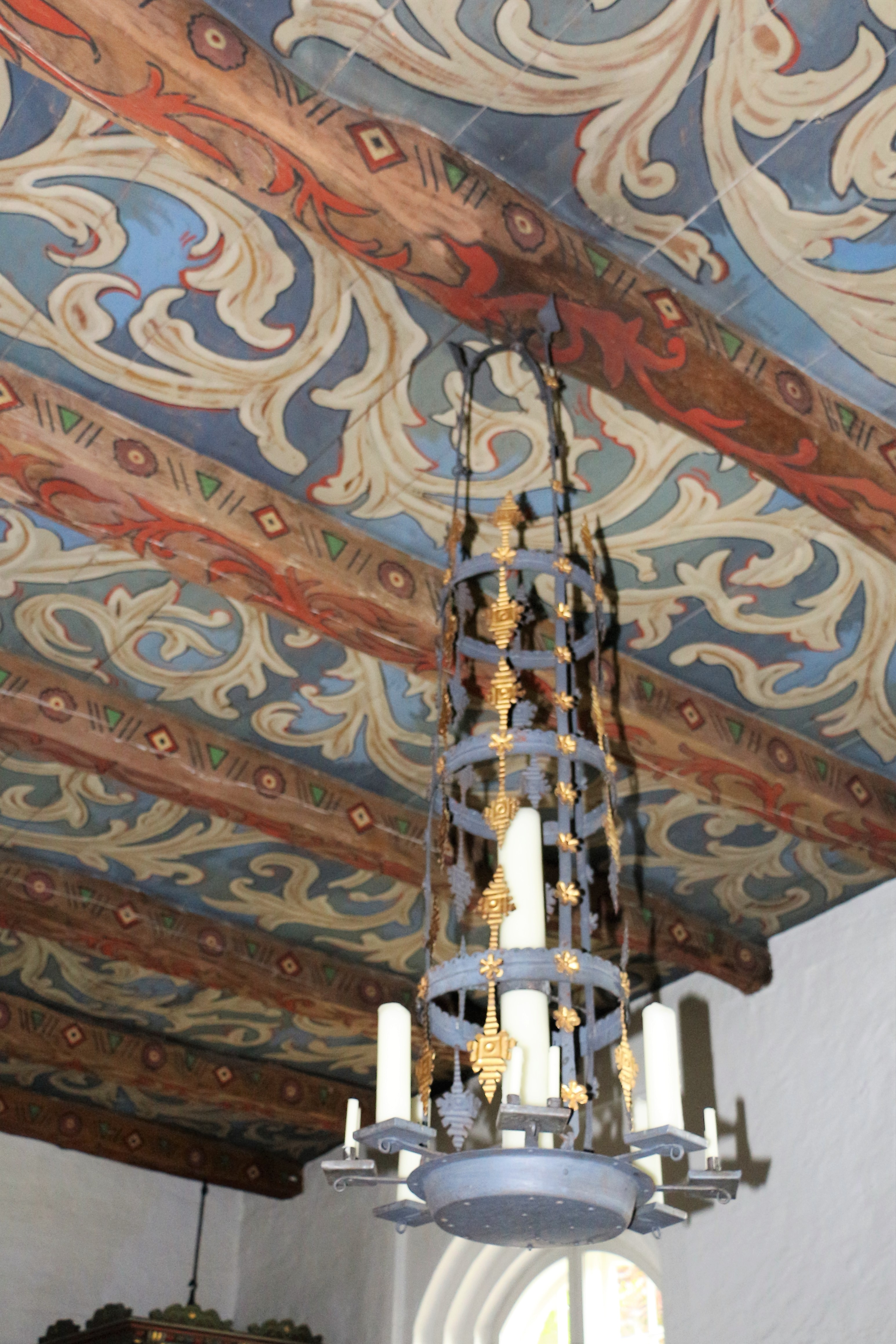
Eisenleuchter aus dem 15. Jh.
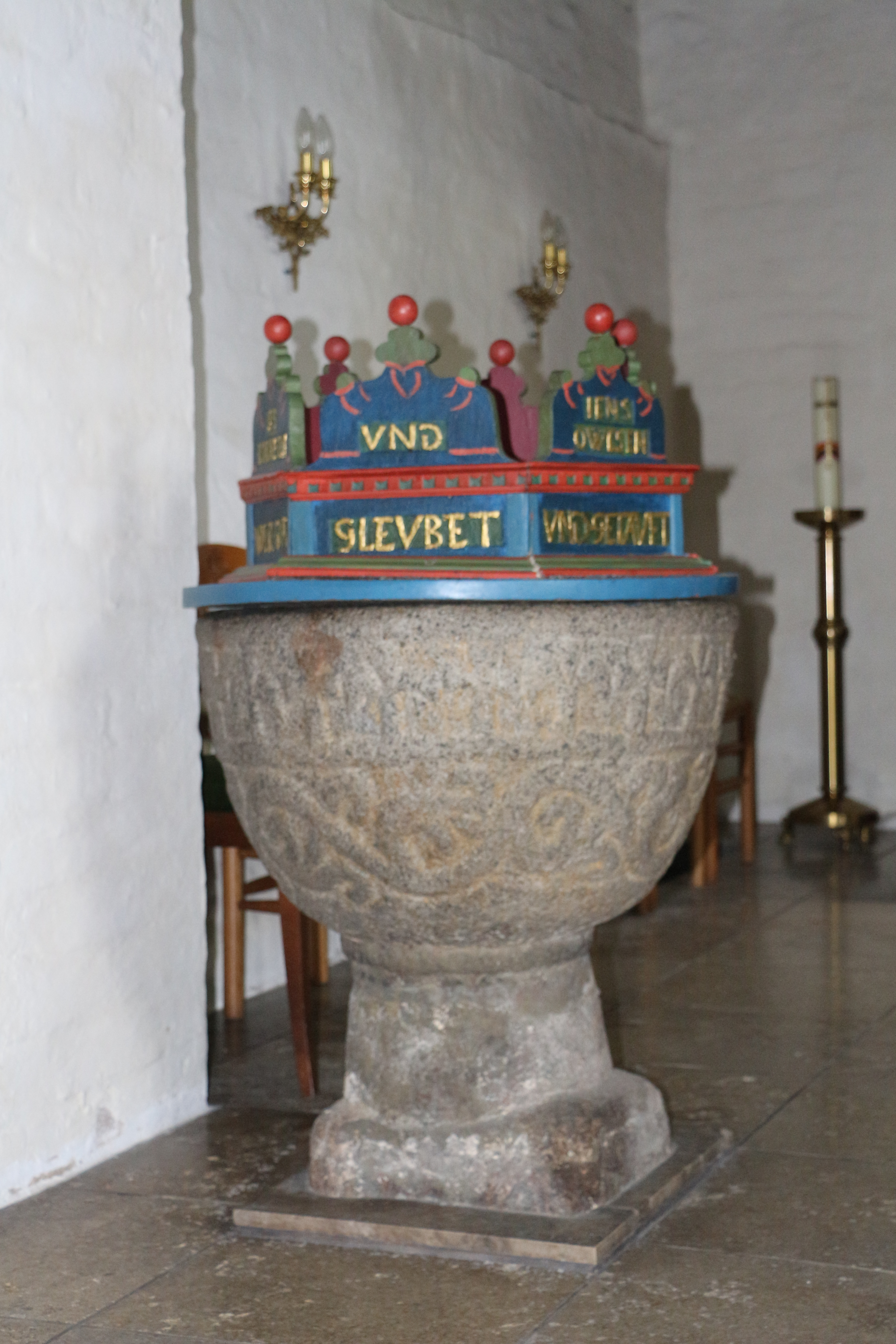
Taufstein
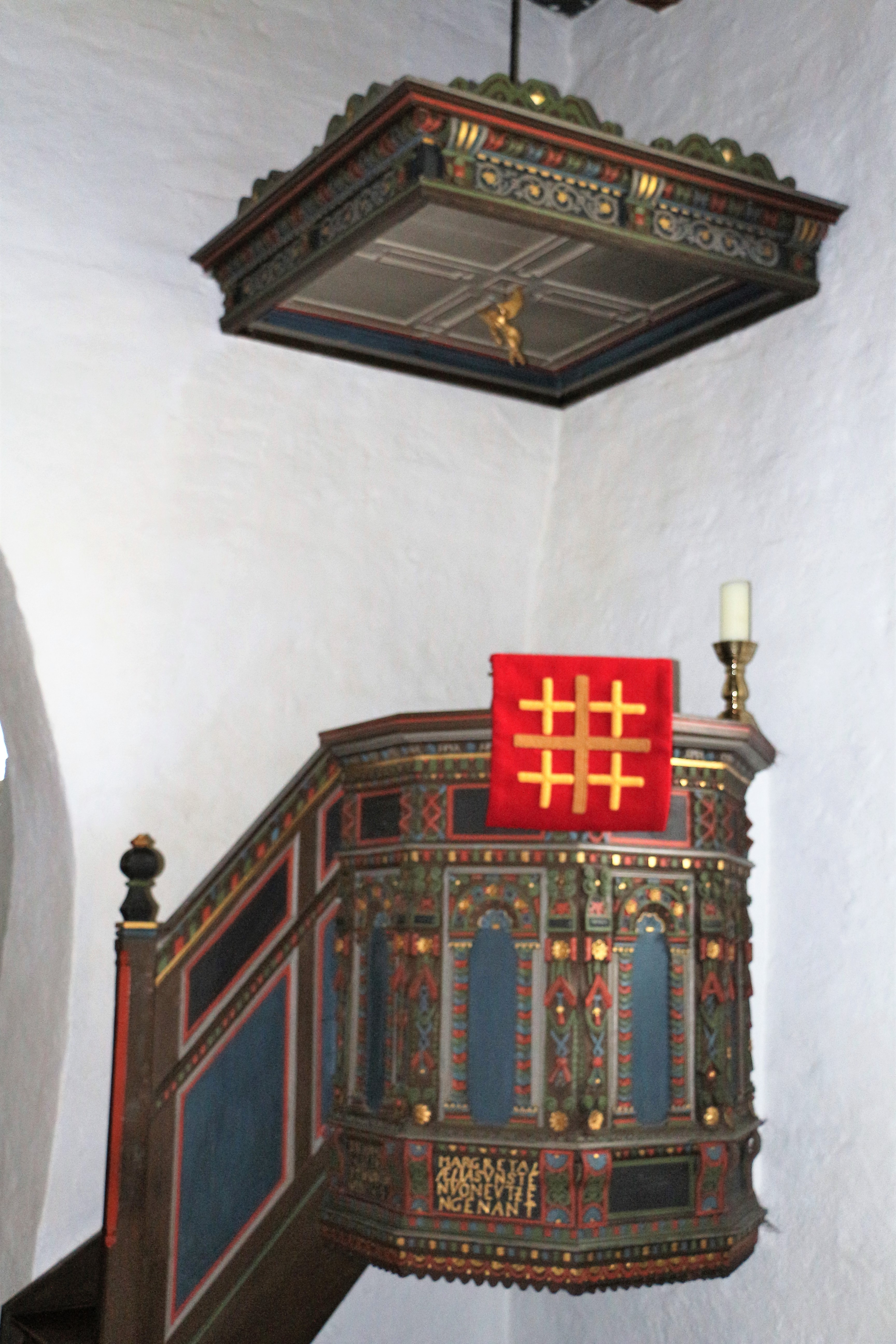
Kanzel von 1642
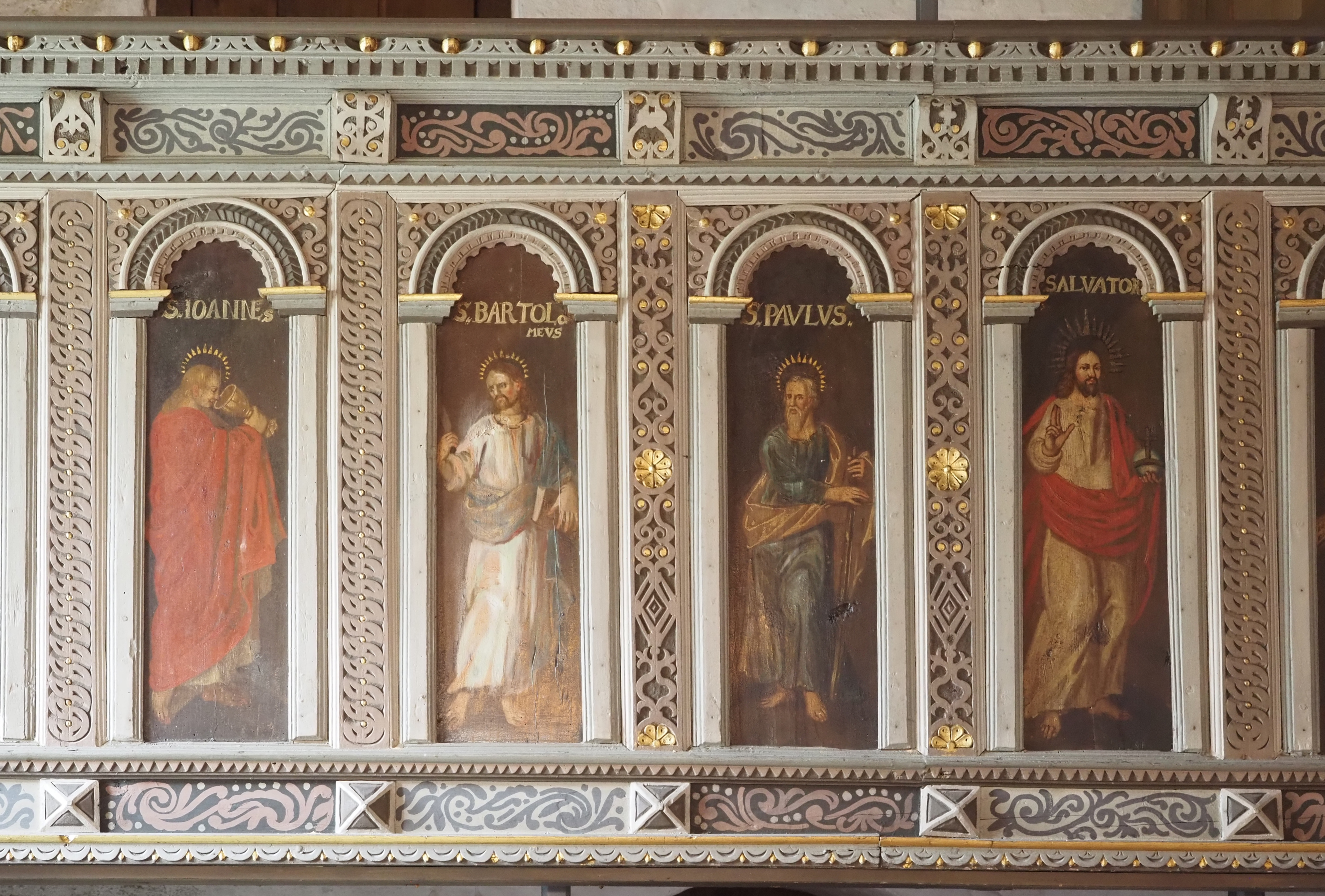
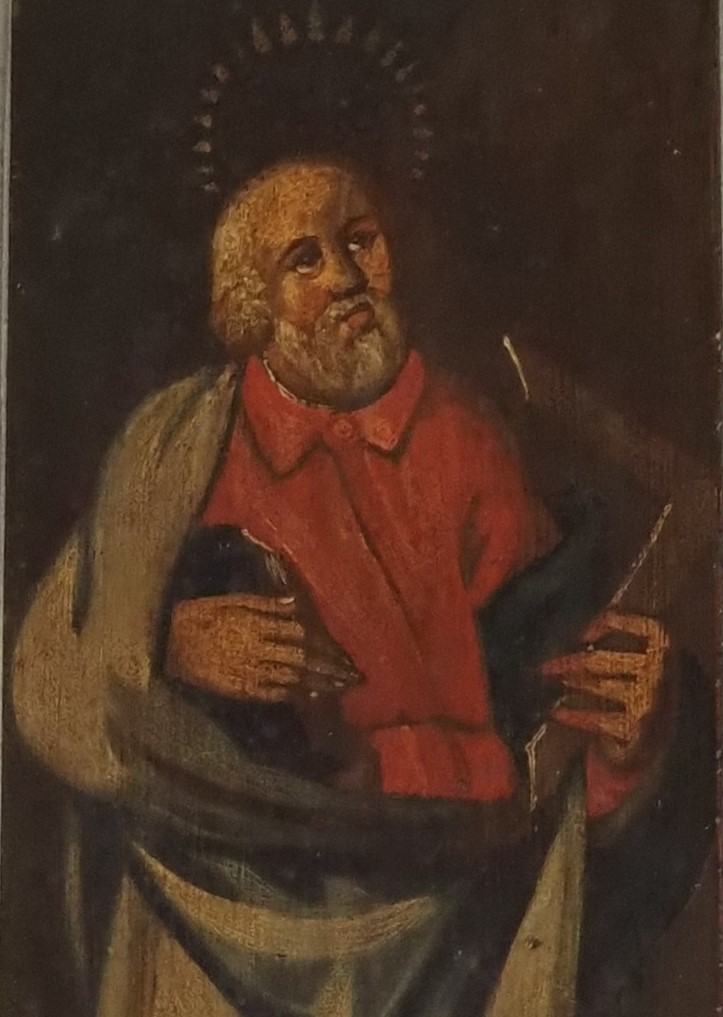